# Championship Manager
Championship Manager (também conhecida como CM) é uma série de sucesso de jogo de computador de autoria da Eidos. É um jogo do estilo manager, onde o jogador deve escolher uma equipa e depois orientar essa equipa na função de treinador e de presidente, pelo menos no que diz respeito à contratação de jogadores. Ao contrário dos mais reconhecidos jogos de futebol, como FIFA ou Pro Evolution Soccer, Championship Manager não permite o controle direto nas ações dos jogadores da sua equipa.

## História
De 2000 até 2005 esteve no topo de vendas de jogos de futebol e de jogos de computador em geral. Tudo começou com uma parceria entre a Sega e a Eidos, que em conjunto lançaram o Championship Manager 00/01, que com a novidade do mercado de transferências (até à altura nunca utilizado) superou o único jogo de manager disponível até à altura, o Elifoot. Desde aí as vendas foram aumentado com os lançamentos de títulos como Championship Manager 01/02 (CM01/02) ou o renomeado CM 3. O CM01/02 acabou se tornando muito popular pela interface acessível e agilidade da engine - mesmo em 2011, a versão ainda conta com um bom número de adeptos ao redor do mundo.
Na feira de jogos E3 em 2005 soube-se do divórcio das duas companhias de videojogos, com o aparecimento de dois títulos de manager: o clássico CM, que se voltara a chamar Championship Manager 5 e ainda o Football Manager, que chegava para vencer. A Eidos ficara com o título da clássica série de jogos de futebol, mas nem isso ajudou contra a experiência da equipa da Sega, que conseguira com Football Manager 2005 grandes resultados.
Assim deu-se uma grande perda de receitas para a Eidos, não só por o novo CM ter sido um verdadeiro fiasco como pelo recém-chegado Football Manager ter sido tão bom. O jogo tinha erros em pontos chaves como o mercado de transferências ou a visualização dos jogos (que se dava num fraco plano em 2D) enquanto que o seu rival apresentava excelentes novidades como o futebol internacional ou a interface prática e navegação pelos menus.

## Jogos
Abaixo uma lista com os jogos da série.

### Championship Manager
- Plataformas: Amiga,[1] Atari ST, DOS
- Lançamento: 1992

### Championship Manager 93/94
- Plataformas: Amiga,[2] Windows
- Lançamento: 1993

### Championship Manager 2
- Plataformas: Amiga, Windows[3]
- Lançamento: 1995

### Championship Manager 96/97
- Plataformas: Amiga, Windows[4]
- Lançamento: 1996

### Championship Manager 97/98
Foi a última iteração do jogo com os elementos visuais e mecânica de jogo trazidos à série pelo Championship Manager 2. Destacou-se pela possibilidade de um ou mais jogadores treinarem equipas em até 3 ligas europeias em simultâneo.
O jogo vinha também com um editor nativo, que permitia ao jogador editar as bases de dados de jogadores, equipas e treinadores, alterando os dados já existentes mas também criando novos jogadores e equipas.
Uma pequena comunidade de fãs do jogo mantém o Championship Manager 97/98 atualizado, sendo possível jogá-lo com plantéis correntes.
- Plataformas: Windows[7]
- Lançamento: 1997

### Championship Manager 3
- Plataformas: Windows[8]
- Lançamento: 1999

### Championship Manager 99/00
- Plataformas: Windows[9]
- Lançamento: 1999

### Championship Manager 00/01
- Plataformas: Windows[10]
- Lançamento: 2000

### Championship Manager 01/02
- Plataformas: Mac OS, Windows, Xbox[11]
- Lançamento: 2001

### Championship Manager Quiz
- Plataformas: Game Boy Advance, PlayStation, Windows[12]
- Lançamento: 2001

### Championship Manager 02/03
- Plataformas: Xbox[13]
- Lançamento: 2002

### Championship Manager 4
- Plataformas: Mac OS, Windows[14]
- Lançamento: 2003

### Championship Manager 03/04
- Plataformas: Mac OS, Windows[15]
- Lançamento: 2003

### Championship Manager 5
- Plataformas: PlayStation 2, Windows, Xbox[16]
- Lançamento: 2005

### Championship Manager
- Plataformas: PSP[17]
- Lançamento: 2005

### Championship Manager 2006
- Plataformas: PlayStation 2,[18] PSP, Windows, Xbox
- Lançamento: 2006

### Championship Manager 2007
- Plataformas: Mac OS X, PlayStation 2, PSP, Windows, Xbox 360[19]
- Lançamento: 2006

### Championship Manager 2008
- Plataformas: Mac OS X,[20] Windows
- Lançamento: 2007

### Championship Manager 2010
- Plataformas: Mac OS X, Windows[21]
- Lançamento: 2009

### Championship Manager 2011
- Plataformas: iOS[22]
- Lançamento: 2010